# Восточнофинляндский университет
Университет Восточной Финляндии (фин. Itä-Suomen yliopisto, швед. Östra Finlands universitet) — один из крупных университетов Финляндии, образованный в результате слияния в 2010 году Йоэнсууского и Куопиоского университетов. В университете обучается около 15,5 тыс. студентов, численность сотрудников составляет почти 2,5 тыс. человек. Университет занимается многопрофильной исследовательской деятельностью на высоком уровне.

## История
В 1969 году в Йоэнсуу была основана Йоэнсууская высшая школа (фин. Joensuun korkeakoulu), которая позднее была преобразована в Йоэнсууский университет, просуществовавший до 31 декабря 2009 года.
В 1972 году была создана Куопиоская высшая школа, где студенты получали образование в сфере лечебного дела, медицинской физики и биохимии. Спустя год в список программ обучения были включены специальности провизора и стоматолога. В 1984 году Высшая школа получила статус университета, список образовательных программ был расширен: в него были добавлены социология и клиническое питание. В 2002 году Куопиоский университет стал самым крупным образовательным учреждением Финляндии по подготовке врачей.

## Обучение
Ежегодно Восточнофинляндский университет принимает на учёбу 2400 студентов, а также около 1200 иностранных студентов, у которых есть широкий выбор англоязычных магистерских и докторских программ. Официальными языками в университете являются финский и английский, на котором, в частности, читаются учебные курсы на английском языке. Более 3000 студентов получают учёные степени, из которых 165 докторских (2017). Университет предлагает более ста образовательных программ в рамках 13 учебных направлений. Кроме этого, у желающих есть возможность получить дополнительное профессиональное образование в «открытом университете» (фин. Avoin yliopisto). У студентов есть доступ к многочисленным университетским службам и центрам оказания услуг, например, аптеке, языковому центру, библиотеке, службе обучения и развития для взрослых (фин. Аducate) и центру информационных технологий.

## Кампусы
Восточнофинляндский университет располагается в двух кампусах: в Йоэнсуу и Куопио. До 2018 года существовал третий кампус в Савонлинне, где ранее располагалась высшая школа перевода и отделение дошкольной педагогики.

### Кампус Йоэнсуу
Находится в центре города и вмещает 8000 студентов. До корпусов университета легко добраться на общественном транспорте, на территории находятся парковочные места для автомобилей и велосипедов. Студентам предоставляются медицинские услуги в амбулатории, которая находится в одном из зданий университета. В университете создана комфортная и открытая учебная среда с круглосуточным доступом в библиотеку. В кампусе для студентов и преподавателей работает несколько кафе и ресторанов.

### Кампус Куопио
Находится на берегу озера Каллавеси (фин. Kallavesi). В кампусе Куопио обучаются около 7000 студентов. До университета ходит общественный транспорт, также есть парковочные места. Университет Куопио организует курсы в рамках «летнего университета» (фин. Kuopion kesäyliopisto). Прямо на территории кампуса имеется амбулатори, для всех студентов, кроме этого, при университете Куопио работает университетская больница, входящая в число 12 крупнейших в Финляндии. Территория Савилахти (фин. Savilahti), где находится кампус, постоянно развивается, благодаря чему у студентов имеется возможность не только учиться, но также работать и жить.

## Факультеты
В Восточнофинляндском университете четыре крупных факультета.

### Философский факультет
Философский факультет (англ. Philosophical faculty) расположен в кампусе в Йоэнсуу и состоит из нескольких институтов:
- Институт гуманитарных наук (англ. School of Humanities) с отделением финского языка и культуры (англ. Finnish Language and Cultural Research) и отделением иностранных языков и переводоведения (англ. Foreign Languages and Translation Studies). Студентам предоставляется возможность изучать такие иностранные языки, как финский, шведский, английский и русский в качестве основных предметов, немецкий, французский, японский, карельский — в качестве дополнительных. Также список включает в себя общее языкознание и переводоведение.
- Институт педагогики и психологии (англ. School of Educational Sciences and Psychology) с отделениями образования и обучения взрослых (англ. Education and Adult Education), планирования карьеры (англ. Career Counselling), специального образования (англ. Special Education) и психологии (англ. Psychology).
- Институт прикладных педагогических исследований и повышения квалификации учителей (англ. School of Applied Educational Science and Teacher Education).
- Институт теологии (англ. School of Theology) с отделением западного богословия (англ. Western Theology) и единственного в Финляндии отделения православного богословия (англ. Orthodox Theology). Отделение богословия сотрудничает с Международным православным церковным музыкальным обществом (англ. The International Society For Orthodox Church Music). Исследование и изучение западного и православного богословия взаимодействуют друг с другом. Например, на отделении есть возможность изучать церковную музыку и проводить исследования по социальной диаконии.

### Факультет естественных наук и лесного хозяйства
На факультете естественных наук и лесного хозяйства (англ. Faculty of Science and Forestry) в кампусе Йоэнсуу работают:
- Физико-математическое отделение (англ. Department of Physics and Mathematics)
- Отделение прикладной физики (англ. Department of Applied Physics)
- Отделение химии (англ. Department of Chemistry)
- Институт лесоведения (англ. School of Forest Sciences)
- Институт программирования и информационных технологий (англ. School of Computing)
- Отделение экологических и биологических наук (англ. Department of Environmental and Biological Sciences)

### Факультет здравоохранения
В состав факультета здравоохранения (англ. Faculty of health sciences), располагающегося в кампусе Куопио, входят:
- Институт молекулярных исследований имени А. И. Виртанена (англ. A.I.Virtanen Institute for Molecular Sciences)
- Институт фармакологии (англ. School of Pharmacy)
- Отделение сестринского дела (англ. Department of Nursing Scince)
- Медицинский институт (англ. School of Medicine)

### Факультет общественных и экономических наук
На факультете общественных и экономических наук (англ. Faculty of social sciences and business studies) в Йоэнсуу работают:
- Отделение географических и исторических наук (англ. Department of Geographical and Historical Studies)
- Институт экономики (англ. Business School)
- Институт юриспруденции (англ. Law School)
- Отделение менеджмента в сфере соцзащиты и здравоохранения(англ. Department of Health and Social Management);
- Отделение общественных наук (англ. Department of Social Sciences).

Кроме того, к университету относятся две базы педагогической практики при общеобразовательных муниципальных школах в Йоэнсуу и Савонлинне, так называемые «нормальные школы» (фин. Joensuun normaalikoulu, фин. Savonlinnan normaalikoulu), в которых проходят практику студенты и проводятся педагогические исследования.

## Ректорат
В ректорат Восточнофинляндского университета входит два официальных административных лица: (основной) ректор, отвечающий за административное управление вузом в соответствии с законом об университетах, и академический ректор, в компетенцию которого входит координация образовательных программ и научной деятельности, а также международные связи университета. Их кабинеты находятся в Куопио и Йоэнсуу соответственно. Ректоры избираются на пять лет.
- Ректор Юкка Мёнккёнен
- Академический ректор Харри Сиисконен (фин. Harri Siiskonen)

Предшествующие ректоры
- Академический ректор Яаакко Пухакка (фин. Jaakko Puhakkа), 1.1.2015—1.8.2017, Йоэнсуу
- Пертту Вартиайнен (1.1.2010—31.12.2014), Йоэнсуу и Куопио

## Место в международных рейтингах
В рейтинге авторитетной британской компании Quacquarelli Symonds (QS) Восточнофинляндский университет занимал следующие места:
| Год                 | 2012 | 2013 | 2014 | 2015 | 2016 | 2017 | 2018    | 2019 |
| ------------------- | ---- | ---- | ---- | ---- | ---- | ---- | ------- | ---- |
| Место в рейтинге QS | 302  | 291  | 291  | 267  | 347  | 382  | 451—460 | 498  |

В мировом рейтинге Times Higher Education Восточнофинляндский университет занимает место в группе 351—400 (2019) и 43-е место в рейтинге лучших молодых университетов мира (англ. Times Higher Education Young University).

## Международное сотрудничество
Восточнофинляндский университет является активным участником международного научного сообщества. Университет активно развивает партнёрские отношения с лучшими университетами и исследовательскими центрами Европы, Северной Америки, России, Китая и Южной Америки. Также университет проводит международные студенческие и преподавательские обмены по программам Erasmus, Nordplus, FIRST и Campus Europae.
В список российских университетов-партнеров входят МГУ, СПбГЛТУ, ТвГУ. Казахский национальный аграрный университет начал сотрудничество с университетом Восточной Финляндии с 2011 года. Казахским студентам предлагаются магистерские программы в области биоэнергии и биотехнологий.

## Известные выпускники университета
- Воронкова Алина (фин. Alina Voronkova) — победительница конкурса «Мисс Финляндия — 2018»
- Рисикко Паула (фин. Paula Risikko) — финский политик, депутат парламента от партии Коалиционной партии; спикер парламента (с февраля 2018 года)